# MPR 2000
Az MPR 2000 egy kétezer font (907 kg) névleges tömegű légibomba, amelyet az izraeli Elbit Systems fejleszt és gyárt. A bomba külső kialakítását és megjelenését tekintve nagy mértékben hasonlít a széles körben elterjedt amerikai Mk 84 típusú légibombához, lényegében annak izraeli gyártású megfelelőjének tekinthető. A gyártó szerint a bombáik megbízhatósága több mint 95%-os, és akár 2,5 méternyi vasbeton fedezéken is képesek áthatolni.
Az MPR 2000 teljesen kompatibilis a JDAM, Lizard, SPICE 2000, valamint a Paveway II irányító rendszerekkel, amelyekkel precíziós fegyverré alakítható.